# Gyergyói Hoki Klub
A Gyergyói Hoki Klub (románul: ACSH Gheorgheni, hivatalos nevén: Asociatia Club Sportiv Gyergyói Hoki Klub) egy romániai jégkorongcsapat Gyergyószentmiklóson. A csapatot 2018-ban alapították a Progym Gyergyószentmiklós megszűnése után. A klub egyszerre szerepel a magyar bázisú Erste Ligában és a romániai Liga Naţională de hochei-ben. A gyergyói klub egyszeres Erste Liga-győztes, a 2022-23-as szezonban nyerte meg a bajnokság döntőjét a Ferencváros csapatát legyőzve.

## Története
A klubot 2018-ban alapították.

## Helyezések
- Román bajnok: 2024–2025
- Erste Liga-bajnok: 2022–2023, 2024–2025

## Szezonok
| Alapszakasz | Alapszakasz | Alapszakasz | Alapszakasz | Alapszakasz | Alapszakasz | Alapszakasz | Alapszakasz | Alapszakasz | Rájátszás                                     | Rájátszás                            | Rájátszás                              |
| Szezon      | LM          | GY          | GY.H.       | V. H.       | V           | G           | P           | Helyezés    | Negyeddöntő                                   | Elődöntő                             | Döntő                                  |
| ----------- | ----------- | ----------- | ----------- | ----------- | ----------- | ----------- | ----------- | ----------- | --------------------------------------------- | ------------------------------------ | -------------------------------------- |
| 2022–23     | 36          | 24          | 2           | 3           | 7           | 149:92      | 79          | 2.          | Győzelem a Dunaújvárosi Acélbikák ellen (4-0) | Győzelem a Corona Brasov ellen (4-3) | Győzelem a Ferencvárosi TC ellen (4-3) |
| 2023–24     | 44          | 22          | 5           | 5           | 12          | 165:134     | 81          | 3.          | Győzelem az Újpesti TE ellen (4-0)            | Vereség a Corona Brasov ellen (2-4)  | -                                      |
| 2024–25     | 36          | 24          | 2           | 2           | 8           | 160:101     | 78          | 2.          | Győzelem a DVTK Jegesmedvék ellen (4-1)       | Győzelem a Corona Brasov ellen (4-1) | Győzelem az SC Csíkszereda ellen (4-2) |

## Vezetőedzők
- Alekszander Trofimov (2018)[2]
- Mikael Tisell (2018–2019)[3]
- Leif Strömberg (2019)[4]
- Christopher Hamell (2019) megbízott
- Malcolm Cameron (2019–2020)[5]
- Szilassy Zoltán (2020–2024)[6]
- Markus Juurikkala (2024–)[7]